# Santiago Vozmediano
Santiago Vozmediano Herrera (Mestanza, 5 de enero de 1914) es un exfutbolista español.

## Carrera deportiva
Comenzó jugando en clubes pequeños madrileños como el Unión Sporting Club, equipo al que perteneció en la temporada 1930/31.
Continuó en equipos menores madrileños, militando en las categorías inferiores del Real Madrid siendo habitual en las alineaciones del Castilla en la temporada 1931/32 y uno de los primeros jugadores de la historia de este filial.
Jugó en el Atlético de Madrid en la temporada 1932/33 en el primer periodo de este club en 2.ª División. Durante su etapa como colchonero, a finales de 1932 y principios de 1933, estuvo presente en una gira de su equipo por el norte de África en la que miembros de la plantilla del Atlético de Madrid se vieron involucrados en un serio altercado con policías magrebíes que le costó la vida a su compañero de equipo Fernando Vigueras.
En las temporada 1933/34 y 1934/35 juega en el ya desaparecido Ferroviaria de 3.ª División con el que consigue proclamarse campeón de liga en el primero de sus dos años. En su segunda temporada en este club, el Ferroviaria no participa en la competición liguera, pero si lo hace en otras como la Copa de España.
Al término de la Guerra Civil, Vozmediano pasa a formar parte durante la temporada 1939/40 de las plantillas de la UD Salamanca en primera instancia, y posteriormente del Real Valladolid, ambas militantes en 2.ª División.
Entrada la década de los 40, Vozmediano juega en el CP Villarrobledo, donde, además de como jugador, también actuó como entrenador y capitán del equipo, convirtiéndose en una de las figuras de la época más relevantes del fútbol de esa ciudad.